# Женидба краља Вукашина
Женидба краља Вукашина је једна од народних српских епских пјесама. У пјесми је опјеван сукоб између краља Вукашина и војводе Момчила. Пјесма у изворном облику носи назив Војвода Момчило, али у пјесмама Вука Стефановића Караџића, носи наслов Женидба краља Вукашина. Караџић је записао пјесму од Стојана хајдука, који је „био родом однекуд из Ерцеговине”.

## Мотиви
Мотив издаје (невјерне љубе Видосаве) је главна окосница ове пјесме.

## Ликови
- Војвода Момчило
- Краљ Вукашин
- Видосава
- Јевросима

## Радња
Војвода Момчило се супротставља краљу Вукашину који шаље писмо Видосави и наговара је да изда мужа. Вукашин креће у напад гдје убија Момчилову браћу. Послије Видосавине издаје, Момчило тражи помоћ од сестре. Упркос жељи и борби за побједом Момчило у овом нападу страда. Пјесма се завршава доста необично с обзиром да Момчило савјетује краља Вукашина да се ожени његовом сестром Јевросимом. Вукашин заповиједа слугама да Видосаву свежу коњима за репове и тако је убију. Краљ узима за жену Момчилову сестру Јевросиму, и на Скадру је ожени. Имали су два сина Андрију и Марка. Марко је постао јунак какав је био ујак Момчило. Пјесма обилује мноштвом поука, што истиче њену умјетничку вриједност.